# Cantón de Tulle-Campiña-Sur
El cantón de Tulle-Campiña-Sur era una división administrativa francesa, que estaba situada en el departamento de Corrèze y la región de Limusín.

## Composición
El cantón estaba formado por catorce comunas:
- Chanac-les-Mines
- Cornil
- Gimel-les-Cascades
- Ladignac-sur-Rondelles
- Lagarde-Enval
- Laguenne
- Le Chastang
- Les Angles-sur-Corrèze
- Marc-la-Tour
- Pandrignes
- Saint-Bonnet-Avalouze
- Sainte-Fortunade
- Saint-Martial-de-Gimel
- Saint-Priest-de-Gimel

## Supresión del cantón de Tulle-Campiña-Sur
En aplicación del Decreto n.º 2014-228 de 24 de febrero de 2014, el cantón de Tulle-Campiña-Sur fue suprimido el 22 de marzo de 2015 y sus 14 comunas pasaron a formar parte; doce del nuevo cantón de Sainte-Fortunade y dos del nuevo cantón de Naves.